# Ronde van Zwitserland 2003
De Ronde van Zwitserland 2003 werd gehouden van 16 tot en met 25 juni in Zwitserland. Het was de 67ste editie van deze meerdaagse rittenkoers. Aan de start stonden 135 renners, van wie er 94 de eindstreep bereikten in Aarau. Titelverdediger was Alex Zülle.

## Etappe-overzicht
| etappe  | datum   | start      | finish      | afstand | winnaar              | klassementsleider    |
| ------- | ------- | ---------- | ----------- | ------- | -------------------- | -------------------- |
| Proloog | 16 juni | Egerkingen | Egerkingen  | 7,1 km  | Fabian Cancellara    | Fabian Cancellara    |
| 1e      | 17 juni | Egerkingen | Le Locle    | 163 km  | Aleksandr Vinokoerov | Aleksandr Vinokoerov |
| 2e      | 18 juni | Murten     | Nyon        | 175 km  | Robbie McEwen        | Aleksandr Vinokoerov |
| 3e      | 19 juni | Nyon       | Saas-Fee    | 205 km  | Francesco Casagrande | Aleksandr Vinokoerov |
| 4e      | 20 juni | Visp       | Losone      | 168 km  | Sandy Casar          | Aleksandr Vinokoerov |
| 5e      | 21 juni | Ascona     | La Punt     | 178 km  | Francesco Casagrande | Francesco Casagrande |
| 6e      | 22 juni | Silvaplana | Silvaplana  | 135 km  | Óscar Pereiro        | Francesco Casagrande |
| 7e      | 23 juni | Savognin   | Oberstaufen | 231 km  | Sergej Jakovlev      | Francesco Casagrande |
| 8e      | 24 juni | Gossau     | Gossau      | 33 km   | Bradley McGee        | Aleksandr Vinokoerov |
| 9e      | 25 juni | Stäfa      | Aarau       | 152 km  | Baden Cooke          | Aleksandr Vinokoerov |

## Etappe-uitslagen

### Proloog
| Egerkingen – Egerkingen (7,1 km) |                   |                        |          |
| Plaats                           | Naam              | Ploeg                  | Tijd     |
| Winnaar                          | Fabian Cancellara | Fassa Bortolo          | 08'46"28 |
| 2                                | Óscar Pereiro     | Phonak Hearing Systems | + 1" 72  |
| 3                                | Bradley McGee     | Fdjeux.com             | + 2" 08  |

| Algemeen klassement |                   |                        |          |
| Plaats              | Naam              | Ploeg                  | Tijd     |
| Gele trui           | Fabian Cancellara | Fassa Bortolo          | 08'46"28 |
| 2                   | Óscar Pereiro     | Phonak Hearing Systems | + 1" 72  |
| 3                   | Bradley McGee     | Fdjeux.com             | + 2" 08  |

### 1e etappe
| Egerkingen – Le Locle (163 km) |                      |                        |          |
| Plaats                         | Naam                 | Ploeg                  | Tijd     |
| Winnaar                        | Aleksandr Vinokoerov | Team Telekom           | 4u13'43" |
| 2                              | Sergej Ivanov        | Fassa Bortolo          | z.t.     |
| 3                              | Miguel Ángel Martín  | Domina Vacanze-Elitron | + 2"     |

| Algemeen klassement |                      |                        |          |
| Plaats              | Naam                 | Ploeg                  | Tijd     |
| Gele trui           | Aleksandr Vinokoerov | Team Telekom           | 04'22"29 |
| 2                   | Bradley McGee        | Fdjeux.com             | + 4"     |
| 3                   | Óscar Pereiro        | Phonak Hearing Systems | + 10"    |

### 2e etappe
| Murten – Nyon (175 km) |                |                 |          |
| Plaats                 | Naam           | Ploeg           | Tijd     |
| Winnaar                | Robbie McEwen  | Lotto-Domo      | 4u03'10" |
| 2                      | Julian Dean    | Team CSC        | z.t.     |
| 3                      | Stuart O'Grady | Crédit Agricole | z.t.     |

| Algemeen klassement |                      |                        |          |
| Plaats              | Naam                 | Ploeg                  | Tijd     |
| Gele trui           | Aleksandr Vinokoerov | Team Telekom           | 08'25"39 |
| 2                   | Bradley McGee        | Fdjeux.com             | + 3"     |
| 3                   | Óscar Pereiro        | Phonak Hearing Systems | + 10"    |

### 3e etappe
| Nyon – Saas-Fee (205 km) |                      |               |          |
| Plaats                   | Naam                 | Ploeg         | Tijd     |
| Winnaar                  | Francesco Casagrande | Lampre        | 5u10'38" |
| 2                        | Kim Kirchen          | Fassa Bortolo | + 13"    |
| 3                        | Aleksandr Vinokoerov | Team Telekom  | + 18"    |

| Algemeen klassement |                      |              |          |
| Plaats              | Naam                 | Ploeg        | Tijd     |
| Gele trui           | Aleksandr Vinokoerov | Team Telekom | 13'36"29 |
| 2                   | Francesco Casagrande | Lampre       | + 6"     |
| 3                   | Bradley McGee        | Fdjeux.com   | + 16"    |

### 4e etappe
| Visp – Losone (168 km) |                |                 |          |
| Plaats                 | Naam           | Ploeg           | Tijd     |
| Winnaar                | Sandy Casar    | Fdjeux.com      | 4u05'01" |
| 2                      | Kim Kirchen    | Fassa Bortolo   | z.t.     |
| 3                      | Stuart O'Grady | Crédit Agricole | z.t.     |

| Algemeen klassement |                      |              |          |
| Plaats              | Naam                 | Ploeg        | Tijd     |
| Gele trui           | Aleksandr Vinokoerov | Team Telekom | 17'41"30 |
| 2                   | Francesco Casagrande | Lampre       | + 6"     |
| 3                   | Bradley McGee        | Fdjeux.com   | + 16"    |

### 5e etappe
| Ascona – La Punt (178 km) |                      |                        |          |
| Plaats                    | Naam                 | Ploeg                  | Tijd     |
| Winnaar                   | Francesco Casagrande | Lampre                 | 5u09'34" |
| 2                         | Aleksandr Vinokoerov | Team Telekom           | + 39"    |
| 3                         | Alexandre Moos       | Phonak Hearing Systems | + 47"    |

| Algemeen klassement |                      |                        |           |
| Plaats              | Naam                 | Ploeg                  | Tijd      |
| Gele trui           | Francesco Casagrande | Lampre                 | 22u51'00" |
| 2                   | Aleksandr Vinokoerov | Team Telekom           | + 37"     |
| 3                   | Alexandre Moos       | Phonak Hearing Systems | + 1' 25"  |

### 6e etappe
| Silvaplana – Silvaplana (135 km) |               |               |          |
| Plaats                           | Naam          | Ploeg         | Tijd     |
| Winnaar                          | Óscar Pereiro | Lampre        | 3u39'40" |
| 2                                | Jan Ullrich   | Team Telekom  | + 1' 14" |
| 3                                | Kim Kirchen   | Fassa Bortolo | + 1' 17" |

| Algemeen klassement |                      |                        |           |
| Plaats              | Naam                 | Ploeg                  | Tijd      |
| Gele trui           | Francesco Casagrande | Lampre                 | 26u31'57" |
| 2                   | Aleksandr Vinokoerov | Team Telekom           | + 37"     |
| 3                   | Alexandre Moos       | Phonak Hearing Systems | + 1' 25"  |

### 7e etappe
| Savognin – Oberstaufen (231 km) |                 |                        |          |
| Plaats                          | Naam            | Ploeg                  | Tijd     |
| Winnaar                         | Sergej Jakovlev | Team Telekom           | 5u53'38" |
| 2                               | Markus Zberg    | Team Gerolsteiner      | + 1' 02" |
| 3                               | Martin Derganc  | Domina Vacanze-Elitron | z.t.     |

| Algemeen klassement |                      |                        |           |
| Plaats              | Naam                 | Ploeg                  | Tijd      |
| Gele trui           | Francesco Casagrande | Lampre                 | 32u29'07" |
| 2                   | Aleksandr Vinokoerov | Team Telekom           | + 37"     |
| 3                   | Alexandre Moos       | Phonak Hearing Systems | + 1' 25"  |

### 8e etappe
| Gossau – Gossau (individuele tijdrit over 33 km) |               |                   |          |
| Plaats                                           | Naam          | Ploeg             | Tijd     |
| Winnaar                                          | Bradley McGee | Fdjeux.com        | 42'20"77 |
| 2                                                | Uwe Peschel   | Team Gerolsteiner | + 23" 35 |
| 3                                                | Jan Ullrich   | Team Bianchi      | + 50" 26 |

| Algemeen klassement |                      |              |           |
| Plaats              | Naam                 | Ploeg        | Tijd      |
| Gele trui           | Aleksandr Vinokoerov | Team Telekom | 33u13'17" |
| 2                   | Francesco Casagrande | Lampre       | + 15"     |
| 3                   | Giuseppe Guerini     | Team Telekom | + 1' 12"  |

### 9e etappe
| Stäfa – Aarau (152 km) |                |                        |          |
| Plaats                 | Naam           | Ploeg                  | Tijd     |
| Winnaar                | Baden Cooke    | Fdjeux.com             | 3u25'41" |
| 2                      | Alexandre Moos | Phonak Hearing Systems | z.t.     |
| 3                      | Julian Dean    | Team CSC               | z.t.     |

| Algemeen klassement |                      |                        |           |
| Plaats              | Naam                 | Ploeg                  | Tijd      |
| Gele trui           | Aleksandr Vinokoerov | Team Telekom           | 36u38'58" |
| 2                   | Giuseppe Guerini     | Team Telekom           | + 1' 14"  |
| 3                   | Óscar Pereiro        | Phonak Hearing Systems | + 1' 28"  |

## Eindklassementen
| Plaats    | Naam                 | Ploeg                  | Tijd         |
| --------- | -------------------- | ---------------------- | ------------ |
| Gele trui | Aleksandr Vinokoerov | Team Telekom           | 36u38'58"    |
| 2         | Giuseppe Guerini     | Team Telekom           | + 1' 14"     |
| 3         | Óscar Pereiro        | Phonak Hearing Systems | + 1' 28"     |
| 4         | Kim Kirchen          | Fassa Bortolo          | + 1' 46"     |
| 5         | Tadej Valjavec       | Fassa Bortolo          | + 1' 55"     |
| 6         | Alexandre Moos       | Phonak Hearing Systems | + 2' 10"     |
| 7         | Jan Ullrich          | Team Bianchi           | + 2' 27"     |
| 8         | Sven Montgomery      | Fassa Bortolo          | + 2' 29"     |
| 9         | Ondřej Sosenka       | CCC Polsat             | + 4' 14"     |
| 10        | Tomasz Brożyna       | CCC Polsat             | + 6' 17"     |
| 11        | Nicolas Fritsch      | FDJeux.com             | + 6' 32"     |
| 12        | Patrik Sinkewitz     | Quick.Step-Davitamon   | + 6' 42"     |
| 13        | Seweryn Kohut        | CCC Polsat             | + 6' 47"     |
| 14        | Daniel Schnider      | Phonak Hearing Systems | + 8' 15"     |
| 15        | Oscar Camenzind      | Phonak Hearing Systems | + 8' 49"     |
|           |                      |                        |              |
| 35        | Jurgen Van Goolen    | Quick.Step-Davitamon   | + 29' 29"    |
| 80        | Tristan Hoffman      | Team CSC               | + 1. 20' 22" |

| Plaats      | Naam                 | Ploeg                  | Punten |
| ----------- | -------------------- | ---------------------- | ------ |
| Paarse trui | Aleksandr Vinokoerov | Team Telekom           | 73     |
| 2           | Alexandre Moos       | Phonak Hearing Systems | 56     |
| 3           | Kim Kirchen          | Fassa Bortolo          | 51     |
|             |                      |                        |        |
| 36          | Aart Vierhouten      | Lotto-Domo             | 7      |
| 39          | Peter Wuyts          | Palmans-Collstrop      | 5      |

| Plaats      | Naam                 | Ploeg                  | Punten |
| ----------- | -------------------- | ---------------------- | ------ |
| Groene trui | Filippo Simeoni      | Domina Vacanze-Elitron | 41     |
| 2           | Seweryn Kohut        | CCC Polsat             | 36     |
| 3           | Aleksandr Vinokoerov | Team Telekom           | 32     |
|             |                      |                        |        |
| 18          | Jurgen Van Goolen    | Quick.Step-Davitamon   | 7      |

| Plaats      | Naam              | Ploeg                  | Punten |
| ----------- | ----------------- | ---------------------- | ------ |
| Blauwe trui | Daniel Schnider   | Phonak Hearing Systems | 24     |
| 2           | Peter Wuyts       | Palmans-Collstrop      | 20     |
| 3           | Jurgen Van Goolen | Quick.Step-Davitamon   | 18     |

| Plaats      | Naam                 | Ploeg             | Punten |
| ----------- | -------------------- | ----------------- | ------ |
| Blauwe trui | Bradley McGee        | FDJeux.com        | 12     |
| 2           | Peter Wuyts          | Palmans-Collstrop | 12     |
| 3           | Christophe Agnolutto | AG2r Prévoyance   | 10     |
|             |                      |                   |        |
| 7           | Léon van Bon         | Lotto-Domo        | 3      |

| Plaats | Ploeg                  | Tijd       |
| ------ | ---------------------- | ---------- |
|        | Fassa Bortolo          | 110u00'32" |
| 2      | Phonak Hearing Systems | + 1' 53"   |
| 3      | Team Telekom           | + 5' 29"   |

## Uitvallers

### 2e etappe
- Ivan Quaranta (Team Saeco)

### 3e etappe
- Marcus Ljungqvist (Crédit Agricole)[1]

### 4e etappe
- Marco Fertonani (Phonak Hearing Systems
- Olivier Trastour (Fra) AG2r Prévoyance
- Geert Van Bondt (Bel) Team CSC
- Miguel Ángel Perdiguero (Domina Vacanze-Elitr)
- Dario Frigo (Fassa Bortolo)
- Sergej Ivanov (Fassa Bortolo)
- Michael Rich (Gerolsteiner)
- Stefano Zanini (Team Saeco)
- Simone Masciarelli {Vini Caldirola-SO.DI)
- Mauro Radaelli {Vini Caldirola-SO.DI)
- Pavel Tonkov (CCC-Polsat)

### 5e etappe
- Lauri Aus (AG2r Prévoyance)
- Stéphane Bergès (AG2r Prévoyance)
- Julien Laidoun (AG2r Prévoyance)
- Stefan Adamsson (Team Bianchi)
- David Plaza (Team Bianchi)
- Lars Michaelsen (Team CSC)
- Alessandro Cortinovis (Lampre)
- Leif Hoste (Lotto-Domo)
- Servais Knaven (Quick.Step-Davitamon)
- Dariusz Baranowski (CCC-Polsat)
- Piotr Chmielewski (CCC-Polsat)
- Christopher Jenner (Crédit Agricole)[1]

### 6e etappe
- Robbie McEwen (Lotto-Domo)
- Erki Pütsep (AG2r Prévoyance)
- Cédric Hervé (Crédit Agricole)
- Régis Lhuiller (FDJeux.com)
- Sandy Casar (FDJeux.com)
- Eddy Lembo (Palmans-Collstrop)
- Paolo Bettini (Quick.Step-Davitamon)
- Domenico Passuello (Quick.Step-Davitamon)
- Mirko Celestino (Team Saeco)
- Marius Sabaliauskas (Team Saeco)
- Gianluca Sironi (Vini Caldirola-SO.DI)
- Romāns Vainšteins (Vini Caldirola-SO.DI)

### 7e etappe
- Aitor Garmendia (Team Bianchi)
- Sergio Barbero (Lampre)

### 8e etappe
- Nick Gates (Lotto-Domo)[1]

### 9e etappe
- Uwe Peschel (Gerolsteiner)[1]
- Francesco Casagrande (Lampre)[1]
- Thorsten Rund (Team Bianchi)
- Léon van Bon (Lotto-Domo)

Mannen: 1933 · 1934 · 1935 · 1936 · 1937 · 1938 · 1939 · 1940 · 1941 · 1942 · 1943 · 1944 · 1945 · 1946 · 1947 · 1948 · 1949 · 1950 · 1951 · 1952 · 1953 · 1954 · 1955 · 1956 · 1957 · 1958 · 1959 · 1960 · 1961 · 1962 · 1963 · 1964 · 1965 · 1966 · 1967 · 1968 · 1969 · 1970 · 1971 · 1972 · 1973 · 1974 · 1975 · 1976 · 1977 · 1978 · 1979 · 1980 · 1981 · 1982 · 1983 · 1984 · 1985 · 1986 · 1987 · 1988 · 1989 · 1990 · 1991 · 1992 · 1993 · 1994 · 1995 · 1996 · 1997 · 1998 · 1999 · 2000 · 2001 · 2002 · 2003 · 2004 · 2005 · 2006 · 2007 · 2008 · 2009 · 2010 · 2011 · 2012 · 2013 · 2014 · 2015 · 2016 · 2017 · 2018 · 2019 · 2020 · 2021 · 2022 · 2023 · 2024 · 2025
Vrouwen: 1998 · 1999 · 2000 · 2001 · 2002-2020 · 2021 · 2022 · 2023 · 2024 · 2025